# Frederick Pearson Treadwell
Frederick Pearson Treadwell (Portsmouth (New Hampshire), 1857 – Zurigo, 24 giugno 1918) è stato un chimico statunitense.

## Biografia
Nacque negli Stati Uniti ma si trasferì presto in Europa e lavorò in Svizzera. Studiò chimica ad Heidelberg in Germania dove si laureò ed ottenne il dottorato nel 1878.
Fu per tre anni assistente del Prof. Robert Bunsen (1878 - 1881) e divenne docente privato in chimica analitica al Politecnico Federale di Zurigo (ETH) nel 1882, titolare di cattedra nel 1885 e professore ordinario nel 1893, posto che mantenne fino alla sua morte improvvisa per una malattia cardiaca nel 1918.

Suo figlio William Dupré Treadwell seguì la sua carriera, sempre presso lo stesso politecnico ETH di Zurigo.
Già nel 1882 egli aveva pubblicato con Viktor Meyer una sintesi di ricerca dal titolo Tabelle di analisi qualitativa (Tables for Qualitative Analysis) che aveva ottenuto ampi riconoscimenti, ma ottenne una ancor più vasta celebrità per il suo manuale di chimica analitica (Textbook of analytical chemistry), comunemente noto come il "Treadwell".
Questo manuale, che divenne presto di uso comune nelle università, fu tradotto pubblicato in successive edizioni fino al 1949 (le ultime edite dal figlio William).

## Opere (selezione)
- Tabelle di analisi qualitativa (eng: Tables for Qualitative Analysis, in tedesco: Tabellen zur Qualitativen Analyse). (1882–1947, con Victor Meyer) - University and State Library Düsseldorf -
- Chimica analitica (in tedesco: Kurzes Lehrbuch der analytischen Chemie) 1899–1949, Lipsia e Vienna, editore Franz Deuticke (2 volumi)